# Monaster Koniewski
Monaster Koniewski, pełna nazwa: Koniewski Monaster Narodzenia Matki Bożej (oryg. ros. Коневский Рождество-Богородичный монастырь) – męski klasztor prawosławny położony na wyspie Koniewiec na jeziorze Ładoga w jurysdykcji eparchii wyborskiej Rosyjskiego Kościoła Prawosławnego. 
Monaster został założony w 1394 przez mnicha Arseniusza przybyłego na wyspę Koniewiec z monasteru Wałaam. Za początek jego istnienia przyjmuje się wzniesienie przez zakonnika drewnianej cerkwi Narodzenia Matki Bożej. Arseniusz został również pierwszym przełożonym męskiej wspólnoty monastycznej, jaka skupiła się wokół niego. Funkcję tę pełnił do swojej śmierci w 1447. 
W końcu XVI stulecia zabudowania monasterskie zostały zniszczone przez wojska szwedzkie, podobnie jak kompleks położonego na innej wyspie na jeziorze Ładoga monasteru Wałaam. Po reaktywacji życia mniszego w klasztorze został on ponownie zniszczony za panowania Wasyla Szujskiego. Ocaleli zakonnicy przenieśli się do monasteru Deriewiannickiego w Nowogrodzie. Mnisi pojawili się ponownie na wyspie Koniewiec dopiero w 1718, tworząc początkowo filię tegoż klasztoru, zaś od 1760 – ponownie samodzielny monaster Narodzenia Matki Bożej. W XVIII stuleciu powstał sobór Narodzenia Matki Bożej (połączonym z cerkwią Świętego Spotkania), który w 1766 został wzniesiony ze środków przekazanych wcześniej przez carycę Elżbietę. W latach 90. XVIII w. przy monasterze wybudowano również dom pielgrzyma, biblioteka, przystań dla statków oraz zespół obiektów gospodarczych. 
Z powodu ogromnego wzrostu liczby pielgrzymów odwiedzających klasztor, jak i żyjących w nim mnichów, w latach 1799–1809 dotychczasowy główny sobór został zastąpiony nowym, większym obiektem tego typu, zaprojektowanym przez mnicha Sylwestra mieszkającego w monasterze. W tym samym okresie, między 1799 a 1806, nad zachodnia bramą wjazdową do monasteru wzniesiono 35-metrową dzwonnicę. Do 1813 powstały nowe budynki mieszkalne oraz cerkiew św. Mikołaja. Z kolei w 1849 powstała cerkiew św. Arseniusza Koniewskiego, zaś w 1899 kaplica Zaśnięcia Matki Bożej. 
W latach 1917–1940 monaster znajdował się na terytorium Finlandii i pozostawał czynny. W 1932 zamieszkiwało go 75 mnichów oraz posłuszników. Zabudowania klasztorne zostały poważnie uszkodzone w czasie wojny zimowej. Mimo tego jeszcze w 1941 część mnichów pozostawała na wyspie Koniewiec; dopiero w 1944, gdy teren ten został definitywnie opanowany przez Związek Radziecki, mnisi uciekli do Finlandii, zabierając ze sobą szczególnie czczoną w klasztorze Koniewską Ikonę Matki Bożej. Porzucone zabudowania zostały przejęte przez radziecką marynarkę wojenną. Rosyjski Kościół Prawosławny odzyskał monaster w 1990. Został on podporządkowany eparchii petersburskiej, zaś jego przełożonym wyznaczono archimandrytę Nazariusza (Ławrinienkę). Klasztor został gruntownie wyremontowany i odzyskał dawne znaczenie jako ośrodek pielgrzymkowy. Klasztor prowadzi ośrodki filialne w Petersburgu i w Prioziersku.